# Codice ATC G02
Il codice ATC G02 "Altri ginecologici" è un sottogruppo del sistema di classificazione Anatomico Terapeutico e Chimico, un sistema di codici alfanumerici sviluppato dall'OMS per la classificazione dei farmaci e altri prodotti medici. Il sottogruppo G02 fa parte del gruppo anatomico G, farmaci per l'Apparato genito-urinario e ormoni sessuali.
I codici per uso veterinario (codici ATCvet) possono essere creati ponendo la lettera Q di fronte al codice ATC umano: QG02... I codici ATCvet senza corrispondente codice ATC umano sono riportati nella lista seguente con la Q iniziale.
Numeri nazionali della classificazione ATC possono includere codici aggiuntivi non presenti in questa lista, che segue la versione OMS.

## G02A Uterotonici

### G02AB Alcaloidi dell'ergot
G02AB01 Metilergometrina
G02AB02 Alcaloidi dell'ergot
G02AB03 Ergometrina
QG02AB53 Ergometrina, combinazioni

### G02AC Alcaloidi dell'ergot e ossitocina inclusi analoghi, in combinazione
G02AC01 Metilergometrina e ossitocina
QG02AC90 Ergometrina e ossitocina

### G02AD Prostaglandine
G02AD01 Dinoprost
G02AD02 Dinoprostone
G02AD03 Gemeprost
G02AD04 Carboprost
G02AD05 Sulprostone
G02AD06 Misoprostolo
QG02AD90 Cloprostenolo
QG02AD91 Luprostiolo
QG02AD92 Fenprostalene
QG02AD93 Tiaprost
QG02AD94 Alfaprostolo
QG02AD95 Etiprostone

## G02B Contraccettivi a uso topico

### G02BA Contraccettivi intrauterini
G02BA01 Spirale intrauterina (IUD) di plastica
G02BA02 IUD di plastica con rame
G02BA03 IUD di plastica con progesterone

### G02BB Contraccettivi intravaginali
G02BB01 Anello vaginale con progesterone ed estrogeni

## G02C Altri farmaci ginecologici

### G02CA Simpatomimetici, inibitori del travaglio
G02CA01 Ritodrina
G02CA02 Bufenina
G02CA03 Fenoterolo
QG02CA90 Vetrabutina
QG02CA91 Clenbuterolo

### G02CB Inibitori della prolattina
G02CB01 Bromocriptina
G02CB02 Lisuride
G02CB03 Cabergolina
G02CB04 Quinagolide
G02CB05 Metergolina
G02CB06 Terguride

### G02CC Prodotti antinfiammatori con somministrazione vaginale
G02CC01 Ibuprofene
G02CC02 Naprossene
G02CC03 Benzidamina
G02CC04 Flunoxaprofene

### G02CX Altri farmaci ginecologici
G02CX01 Atosiban
G02CX03 Frutti dell'agnocasto
G02CX04 Rizoma della cimicifuga
QG02CX90 Denaverina
QG02CX91 Lotrifen